# Nida Chenagtsang
Nida Chenagtsang (tibétain : ཉི་ཟླ་ལྕེ་ནག་ཚང, Wylie : nyi zla lce nag tshang) né en 1971 au Tibet en Amdo, est un médecin tibétain. 

## Biographie
Nida Chenagtsang est né dans la région de Rebkong. Issu d’une lignée de yogis, il reçut une formation traditionnelle, et étudia la médecine tibétaine dans un hôpital de sa région. Il obtint une bourse et pu rejoindre le Mentsee Khang de Lhassa, l’Université médicale tibétaine de Lhassa, dont il est diplômé en 1996. Il y a soutenu une thèse sur le massage traditionnel tibétain (Ku Nye). 
Le Dr Nida a publié des articles et ouvrages spécialisés sur la médecine tibétaine traditionnelle.
Il forme des étudiants à la médecine tibétaine dans plusieurs pays. En France, il fonde à cet effet La Maison de la médecine tibétaine, Sorig Khang France. D'autres Sorig Khang sont créés un peu partout en Europe, Asie, Amérique, et États-Unis où le Dr Nida collabore avec le professeur Robert Thurman. 
Dr Nida est cofondateur de l’institut Ngak Mang, pour la préservation de la culture des yogis laïques de la région de Rebkong, et il est le directeur de l’Académie Internationale de Médecine Traditionnelle Tibétaine, IATTM, (International Academy for Traditionnal Tibetan Medecine), nouvellement muée en une fondation basée en Allemagne, Sorig Khang International.
Nida Chenagtsang fonde également Menla Ling, le « Jardin du Bouddha de Médecine », un centre de méditation situé dans la vallée de l'Eure, où il organise des retraites de Mantra Yoga avec  Sofia Stril-Rever.

## Œuvres
- (it) Nida Chenagtsang et Giuseppe Coco, Il tesoro della salute. Introduzione alla medicina tradizionale tibetana, Infinito, 2009 (ISBN 8889602546)
- (it) Nida Chenagtsang (trad. E. Gallotta), L'arte del buon karma. Il sentiero del turchese, Chiara Luce, L. Catalano, 2009 (ISBN 8886099347)
- Nida Chenagtsang, Mantrathérapie tibétaine, 2017 (ISBN 2322132373)
- Nida Chenagtsang, L'Art tibétain du massage, 2017 (ISBN 2322139319)
- Nida Chenagtsang, Miroir de Lumière, 2018 (ISBN 0997731974, lire en ligne)
- Nida Chenagtsang, L'Art des rêves, 2016 (ISBN 2322035270)